# Pena di morte in Pakistan
La pena di morte in Pakistan è prevista per alcuni reati.
Nel 2005 almeno 241 persone sono state condannate a morte e almeno 31 condanne sono state eseguite. Il Pakistan è al quinto posto al mondo per casi totali (non pro capite) dopo la Cina, Iran, Arabia Saudita e Stati Uniti.
Più persone si trovano nel braccio della morte condannate dai tribunali distrettuale e di sessione. Nel 1999 Amnesty International ha registrato 13 esecuzioni.
L'impiccagione è l'unico metodo legale di esecuzione.
A partire dall'ottobre 2008 il governo del Pakistan ha avviato una moratoria sulla pena di morte, nel 2014, però, la moratoria sulla pena di morte verrà eliminata, a seguito di un attacco terroristico Peshawar, presso un'accademia militare.
Successivamente, nel 2021, la Corte suprema del Pakistan ha enunciato: "I prigionieri con gravi problemi mentali non possono essere condannati a morte per i loro crimini... Se un condannato a morte, a causa di una malattia mentale, risulta incapace di comprendere la logica e il motivo dietro la sua punizione, l'esecuzione della condanna a morte non raggiungerà i fini della giustizia".